# Батулино
Батулино — деревня в Талдомском районе Московской области России. Входит в состав сельского поселения Гуслевское. Население — 5 чел. (2010).

## География
Расположена в южной части района, примерно в 22 км к югу от центра города Талдома. В 1,5 км западнее проходит региональная автодорога Р112. Ближайшие населённые пункты — деревни Стариково и Акишево.

## Население
| 1859 | 1905 | 1926 | 2002 | 2006 | 2010 |
| ---- | ---- | ---- | ---- | ---- | ---- |
| 123  | ↗144 | ↘123 | ↘1   | ↗3   | ↗5   |

## История
В «Списке населённых мест» 1862 года Батулино — владельческая деревня 2-го стана Александровского уезда Владимирской губернии по правую сторону реки Дубны, к югу от Нушпольского болота, при прудах, в 75 верстах от уездного города, с 16 дворами и 123 жителями (61 мужчина, 62 женщины).
По данным 1905 года входила в состав Нушпольской волости Александровского уезда, в деревне было 22 двора, проживало 144 человека.
Постановлением президиума Моссовета от 31 марта 1923 года вместе с частью селений Нушпольской волости была включена в состав Гарской волости Ленинского уезда Московской губернии.
По материалам Всесоюзной переписи населения 1926 года — деревня Стариковского сельского совета Гарской волости Ленинского уезда, проживало 123 жителя (58 мужчин, 65 женщин), насчитывалось 30 хозяйств, среди которых 18 крестьянских.
С 1929 года — населённый пункт в составе Ленинского района Кимрского округа Московской области.
В 1930 году Стариковский сельсовет вместе с также упразднённым Кушковским сельсоветом был объединён в Стариково-Гарский сельсовет.
Постановлением ЦИК и СНК от 23 июля 1930 года округа́ как административно-территориальные единицы были ликвидированы. Постановлением Президиума ВЦИК от 27 декабря 1930 года городу Ленинску было возвращено историческое наименование Талдом, а район был переименован в Талдомский.
В 1954 году Стариково-Гарский сельсовет был упразднён, а его территорию передали Павловическому сельсовету.
С 1994 по 2006 год — деревня Павловического сельского округа Талдомского района.
С 2006 года — деревня сельского поселения Гуслевское.